# Эвакуаторщик
«Эвакуаторщик» (англ. TOW) — американский фильм ужасов, снятый режиссёром Ванессой Александр в 2022 году. Премьера фильма в США состоялась 24 июня 2022 года на телевидении, а 17 октября 2023 года фильм вышел в мировой прокат.
Главную роль в фильме сыграл Кейн Ходдер, известный по ранее снятой серии фильмов «Пятница,13».

## Сюжет
В самом начале фильма показывают Медди Монро, которая пытается дозвониться до Эби и Итана, но те не отвечают на её звонки и Медди записывает голосовое сообщение о том, что тоже хочет поехать вместе с ними в Сидер-Григ, и просит не игнорировать её и позже перезвонить. Параллельно она смотрит утренние новости, в которых говорится, что маньяка, ранее покушавшегося на сестёр скоро казнят на электрическом стуле и что единственными выжившими из 36 жертв маньяка являются близнецы Эби и Медди Монро. После этого диктор в новостях сообщает о том, что Рендол Джексон (маньяк) разбил свои пальцы в кровь и нарисовал на стенах своей камеры оккультные символы и отказался не только от  последнего приёма пищи, но и от духовного наставника и что последние слова маньяка были таковы: «Увидимся во сне». Затем показывают Эби в своей машине, которую увозит эвакуатор. Она не может выбраться, т.к. двери заблокированы. Мимо проезжает другая машина, и она в надежде, что ей помогут, пишет на стекле красной помадой слово «Help» и жестами показывает, что нужно остановить эвакуатор. Водитель авто понимает её просьбу и останавливает грузовик, блокируя ему дорогу, выходит из машины и пытается поговорить с водителем эвакуатора. Немного времени спустя Эби замечает, что он возвращается назад странной походкой. Он останавливается у эвакуатора, трогает свою голову и падает. За ним появляется водитель эвакуатора в капюшоне и с газовым ключом. Эби понимает, что водитель эвакуатора — маньяк и начинает кричать, а Медди, у которой разбивается кружка, выходит из транса. Медди едет к Тому — психологу, с которым они обсуждают её сны о маньяке. Медди интересуется у него, как Эби относится к казни маньяка, на что тот отвечает, что они с Эби не виделись уже много лет. Медди говорит, что сны начались с того момента, когда была назначена дата казни маньяка и предполагает, что он продолжает преследовать её во снах, и в них она в теле Эби. Затем Том звонит Эби, но она не берёт трубку. После разговора с психологом Медди вызывает лифт и зайдя в него, она видит меду дверями газовый ключ, который не даёт им закрыться. Но это оказывается всего лишь видением и Том, догнав её в лифте ещё раз просит остаться, на что также получает отказ. Медди безуспешно пытается дозвониться Эби, которая приехала с её другом Итаном на автостоянку, где на них напал маньяк. Итан пытается безуспешно её отговорить, говоря что это плохая идея и здесь она ничего не найдёт, но Эби заявляет, что тут что-то есть и всё равно идёт туда. Там она находит газовый ключ, которым убивал Эвакуаторщик. У неё начинаются видения и она отключается. Итан, который начинает беспокоиться, находит её в бессознательном состоянии и пытается привести в чувство. Она приходит в себя, берёт газовый ключ и убивает им Итана. В это время Медди приезжает на то место, где на них в первый раз напал убийца, когда они были детьми. Он убил их родителей, самим же близняшкам удалось спастись, а маньяка задерживают и так он попадает в тюрьму. Затем показывают Эби, которую эвакуатор привёз на стоянку. Маньяк выходит из эвакуатора и куда-то идёт. Эби безуспешно пытается разбить ногой стекло. К стоянке подъезжают байкеры, которым Эби с помощью фонаря подаёт сигнал «SOS». Они решают помочь Эби и хотят разбить стекло, но затем говорят, что разбивать окно не будут. Один из байкеров хочет проверить, куда пошёл Эвакуаторщик, хотя Эби говорит ему что это небезопасно, но он показывает ей пистолет и заверяет, что бояться нечего и наверно маньяк уже сам испугался. Оставшиеся два байкера пытаются открыть багажник и капот. Эби напоминает им про того байкера, что пошёл искать убийцу и уже должен вернуться. Второй байкер соглашается и идёт искать друга, а третий байкер решает бить стекло, берёт камень и говорит Эби закрыть глаза и считает до трёх. Но он не успевает разбить окно, сзади к нему подходит Эвакуаторщик, убивает его и закрывает капот. Возвращаются остальные байкеры, один из них вновь идёт искать маньяка, а второй остаётся у машины. В итоге он убивает двоих байкеров, забирает у одного из них пистолет и рисует на окровавленном стекле улыбку. Затем садится в эвакуатор и едет на другую стоянку, где оставляет машину и уходит. Эби удаётся самой разбить окно и вылезти наружу. Она берёт с собой ключ для колёсных болтов и бросает машину. Немного отойдя, она видит, как в некоторых машинах включается красный свет и в одной из машин сидит Итан, который пытается привлечь её внимание, но она его не слышит. После она решает сесть в одну из машин, включает фонарь и видит там кровь. Она пугается и убегает прочь от неё. Проходя по стоянке дальше, Эби видит оккультный символ, прикасается к нему и на руке у неё появляется отпечаток. В это время Медди, приехавшую на место давней трагедии, будит мужчина, который говорит ей что это частная территория. Ей звонит детектив Скрим и сообщает, что её сестра Эбигейл находится в больнице Святого Иоанна и предлагает ей встретиться, после чего Медди набирает Тому и говорит, что едет в больницу, где находится её сестра. Там она разговаривает с детективом Скримом, который уверен, что Эби причастна к убийствам и что она была замечена на камерах при нападении на трёх байкеров и на месте преступления она оставила те же оккультные символы, что и Эвакуаторщик 20 лет назад, но Медди отрицает это и говорит, что маньяк управляет её сознанием. Медди проходит в палату к Итану, который уверен, что у неё на руке тоже есть отпечаток, затем толкает её и она теряет сознание, а Эвакуаторщик в тюрьме перестаёт рисовать оккультные символы. Затем показывают Эби, которая видит омерзительное зрелище, как Эвакуаторщик копается в человеческой плоти и делает оккультные символы. У Эби случайно выпадает ключ, маньяк слышит шум. Эби убегает и прячется в старом автобусе. Эвакуаторщик идёт туда и чуть её не замечает. Она пролезает через дыру в полу автобуса и проползает под ним раньше маньяка и убегает, потерявшую сознание Медди везут на коляске, а маньяка ведут на казнь. Эвакуаторщик на этот раз замечает Эби и прицепляет к эвакуатору вниз головой а затем уходит. Ей удаётся освободиться от цепей и сбежать. Она доходит до забора с колючей проволокой, накидывает на него кофту, чтобы перебраться, но падает и режет руку, рана на которой тут же затягивается. Эвакуаторщика сажают на электрический стул, а Эби закрывает маньяка в одной из машин а затем освобождает Итана из машины, которого позже видит с пистолетом в руках. Он выходит на дорогу, где его сбивает эвакуатор. В больницу к Медди приходит Том, который хочет её увидеть. Он начинает разговаривать с ней, а эвакуатор привозит на стоянку машину, в которой находится Том, которого Эвакуаторщик вытаскивает из машины. Эби бросает в Эвакуаторщика кусок железной трубы, привлекая его внимание, а затем бьёт его доской по лицу и прибегает к Тому, который говорит, что искал её. В больнице Том пытается привести Медди в себя, а на стоянке Том и Эби прикуривают автомобиль и пытаются завести его. Эби в больнице становится плохо. Эвакуаторщик приходит в себя и оглушает Тома, а Эби соединяя контакты прикуривателя с газовым ключом Эвакуаторщика бьёт его током. В больнице Медди приходит в себя. Том просит поговорить с ней, а в тюрьме включают ток и приводят казнь Эвакуаторщика в исполнение. Медди берёт со своей тумбочки вазу, но вместо неё в руке у Медди оказывается газовый ключ Эвакуаторщика, которым она жестоко убивает Тома, а Эби становится плохо и она погибает.

## Творческий состав

### В ролях
- Кейтлин Джерард (Мэдди/Эби Монро)
- Кейн Ходдер (Рендол Джексон)
- Абе Буэно Джаллад (Том)
- Джеремайя Битсуи (Мэтт)
- Поуп Бастос (Си Джей)
- Джерри Дж. Анджело (Рассел)
- Брайан Даре (Итан)
- Делин Уолл (Мэдди)
- Кезайа Уолл (Эбигейл)
- Генри Браун[англ.] (детектив Скрим)
- Майк Капоцци (отец)
- Тормасина Гросс (диктор)

### Создатели
- Ванесса Александер (режиссёр)
- Кейтлин Джерард (сценарист)
- Отем Федеричи[англ.] (продюссер)
- Джеффри Алан Джонс[англ.] (композитор)
- Крис Фаулиси (оператор)

## Критика
Критик Сэм Панико в своём обзоре, опубликованном на сайте B&S About Movies похвалил хорошую сюжетную идею, сказав, что «идея водителя эвакуатора, убивающего людей, которым он должен был помочь, а тем более того, который использует оккультизм, чтобы вернуть в свой разум жертв, сбежавших от него, великолепна», а также похвалил актёрскую игру Кейна Ходдера, заявив, что «Кейн Ходдер — человек, идеально подходящий на роль убийцы», но раскритиковал «бессвязный порядок, из-за которого фильм выдыхается там, где он должен начинаться».